# サンタレン県
サンタレン県（District of Santarém (ポルトガル語: Distrito de Santarém [sɐ̃tɐˈɾɐ̃j] ( 音声ファイル))）は、ポルトガルの県の一つ。県都は、サンタレン。テージョ川流域に県があり、北西部はレイリア県、北東部はカステロ・ブランコ県、東はポルタレグレ県、南東部はエヴォラ県、南西部は、セトゥーバル県と接する。西は、リスボン県と接している。
サンタレン県は、以下の21の地方自治体が所属する（アルファベット順）。
- アブランテス（pt:Abrantes）
- pt:Alcanena
- アルメイリン pt:Almeirim
- pt:Alpiarça
- ベナヴェンテ pt:Benavente
- カルタショ pt:Cartaxo
- pt:Chamusca
- コンスタンシア pt:Constância
- pt:Coruche
- エントロンカメント pt:Entroncamento
- pt:Ferreira do Zêzere
- pt:Golegã
- pt:Mação
- pt:Ourém
- pt:Rio Maior
- pt:Salvaterra de Magos
- サンタレン（pt:Santarém, Portugal）- 県都。
- pt:Sardoal
- トマール（pt:Tomar）- トマールのキリスト教修道院は、ユネスコの世界遺産。
- pt:Torres Novas
- ヴィラ・ノヴァ・ダ・バルキーニャ pt:Vila Nova da Barquinha